# Río Ariu-Chat
El río Ariu-Chat (en ruso: Арю-чат) es un río del sur de la república de Karacháyevo-Cherkesia, en Rusia, en el raión de Karacháyevsk y la reserva natural de Teberdá. Es un afluente del río Klujor, más tarde río Gonachjir, que es un componente del río Teberdá, afluente del rio Kubán.

## Curso
El río nace en el lago Ariu-Chat o Margarita y parte hace el suroeste cayendo por la abrupta ladera su valle durante 3.5 km, hasta alcanzar la orilla derecha del  río Klujor tras cruzar por debajo de la carretera militar de Sujumi hacia el paso de Klujor y por el campamento Séverni priut.